# من روحانی هستم
من روحانی هستم فیلمی مستند به کارگردانی معصومه نبوی و تهیه‌کنندگی گروه چند رسانه‌ای شفق  است که به زندگی سیاسی حسن روحانی می‌پردازد.

## خلاصه داستان
نسخه اول این فیلم، به زندگی سیاسی حسن روحانی در طی پنج دهه فعالیت سیاسی، از خرداد ۱۳۴۲ تا شروع دوران ریاست جمهوری وی می‌پردازد. در این مستند به نقش حسن روحانی در رویدادهایی از قبیل ماجرای مک‌فارلین، شورای نظارت بر صدا و سیما در دهه ۶۰، مخالفت‌های نمایندگان دوره دوم مجلس شورای اسلامی با انتخاب میرحسین موسوی به عنوان نخست‌وزیر دولت سوم جمهوری اسلامی ایران، حمله به کوی دانشگاه تهران (۱۸ تیر ۱۳۷۸) و برنامه هسته‌ای ایران می‌پردازد.
سازندگان مستند ادعا کرده‌اند که حسن روحانی در خرداد ۱۳۶۵ به نمایندگی از سوی هاشمی رفسنجانی با رابرت مک‌فارلین مذاکره کرده‌است. آن‌ها همچنین به عضویت حسن روحانی در مجمع عقلا و در جمع ۹۹ نفر اشاره کرده‌اند.
آنها می‌گویند سند حضور روحانی در مذاکره با مک فارلین از کتاب خاطرات هاشمی رفسنجانی است.

## انتشار و فروش
این مستند همزمان با سالروز تولد حسن روحانی، رئیس‌جمهور وقت ایران، در روز ۹ دی ماه ۱۳۹۲،  برای اولین بار از شبکه اجتماعی افسران اکران شد
این مستند به کارگردانی معصومه نبوی و تهیه‌کنندگی گروه چند رسانه‌ای شفق، از زیر مجموعه‌های رسانه‌ای مجتمع رسانه‌ای اطلس و توسط سفیرفیلم از دیگر زیر مجموعه‌های این مجتمع رسانه‌ای منتشر شده‌است. سفیرفیلم به عنوان توزیع‌کننده رسمی این مستند مدعی است صرفا از طریق فروش اینترنتی و اکران‌های دانشگاهی غیر رایگان این مستند را توزیع کرده‌است و تا کنون هیچ گونه لوح فشرده‌ای از این مستند به صورت انبوه تولید و توزیع نشده، اما علی‌رغم اینکه تاکنون هیچ گونه تصویر، سند یا گزارش معتبری مبنی بر توزیع این مستند در قالب لوح فشرده و به‌طور گسترده ارائه نشده‌است، بعضی خبرگزاری‌های داخلی و خارجی و اعضای دولت مدعی توزیع این مستند در تیراژ گسترده و با بودجه‌های دولتی و حکومتی به صورت سی‌دی‌هایی در تهران و شهرستان‌ها و همچنین در همایش منتقدان توافق‌نامه ژنو هستند.
نسخه کم کیفیت این فیلم در بعضی وبسایتهای خبری فارسی زبان و وب‌گاه‌هایی همچون یوتیوب و مدیافایر قابل دانلود بوده ولی نسخه با کیفیت اصلی آن در وب‌گاه سفیرفیلم، تنها قابل خریداری می‌باشد.
مصطفی رضوانی معاون عرضه و تعاملات سفیرفیلم مدعی شده مطالبه برای خرید من روحانی هستم در شبکه توزیع محصولات فرهنگی روند افزایشی داشته و میزان فروش مستند به مرحله سوددهی رسیده و تاکنون هزینه تولید مستند را جبران کرده‌است و از این پس فروش، این مستند برای سفیرفیلم سودآوری دارد.

## سازندگان
منصوره اخوان، فیلمنامه‌نویس من روحانی هستم به خبرنگار خبرگزاری نسیم گفته‌است:
«اغلب عوامل این مستند، دختران دانشجویی هستند که به‌صورت خودجوش و دغدغه‌مند اقدام به تولید محصولات فرهنگی می‌کنند».

### اختلاف بر سر هویت کارگردان
نام کارگردان این فیلم «معصومه نبوی» عنوان شده‌است.
خبرگزاری مهر در تاریخ ۷ اردیبهشت ۱۳۹۳ مصاحبه‌ای با معصومه نبوی منتشر کرد.
روزنامه شرق در تاریخ ۱۴ اردیبهشت ۱۳۹۳، با تیتر یک «کارگردان مورد نظر در دسترس نمی‌باشد» می‌نویسد که تلاش‌هایش برای برقراری ارتباط با معصومه نبوی یا به‌دست‌آوردن هرگونه اطلاعاتی در مورد او ناکام مانده‌است. شرق از وزارت ارشاد، انجمن مستندسازان کشور و مرکز گسترش سینمای مستند و تجربی در مورد معصومه نبوی استعلام نموده که سوابقی از وی در این مراکز وجود ندارد. تنها یک صفحه در فیس‌بوک به نام معصومه نبوی یافت شده‌است که حاوی مطالب و تصاویری علیه دولت روحانی است اما اطلاعات خاصی در مورد صاحب آن ارائه نمی‌دهد.
به نوشته شرق، علیرغم این که مصاحبه‌های متعددی منتسب به معصومه نبوی منتشر شده‌است، هیچ تصویری از او در رسانه‌ها منتشر نشده‌است و خبرنگار این روزنامه در مراجعه به آدرسی که در سایت گروه چندرسانه‌ای شفق به عنوان دفتر آن ذکرشده، از فرد ناشناسی در ساختمان شنیده‌است: «اینجا فرد مسئولی نیست که در این رابطه بتواند به شما پاسخ بدهد.» خبرگزاری نسیم در همان روز خبری منتشر کرد و نوشت که خبرنگار روزنامه شرق اشتباهی به جای دفتر «گروه چندرسانه‌ای شفق» به دفتر «گروه رسانه‌ای شفق» رفته‌است که یک شرکت خصوصی بازاریابی و تبلیغاتی است و ارتباطی به فیلم من روحانی هستم ندارد. این خبرگزاری همچنین مصاحبه‌ای با رضا قربانی، مدیر گروه رسانه‌ای شفق انجام داد که به این خبرگزاری گفت: «کسی [از روزنامه شرق] به دفتر ما نیامده است».
روزنامه شرق همچنین می‌نویسد که با پیگیری‌هایش از خبرنگاران خبرگزاری مهر موفق به یافتن اطلاعاتی دربارهٔ کارگردان نشده‌است و دریافته‌است که مصاحبه این خبرگزاری با وی بدون ارتباط رودررو و به‌صورت «ویژه» انجام شده‌است.

## واکنش‌ها
- یک منبع آگاه در دفتر ریاست جمهوری، در روزهای اولیه پس از سوژه شدن مستند، با هویت پنهان، اطلاعات و نحوه تدوین مستند «من روحانی هستم» را ناصحیح خواند.[۱۸]
- وزارت فرهنگ و ارشاد اسلامی ایران در واکنش به این مستند مجموعه رسانه‌ای سپاه پاسداران را به تحریف حقایق، برجسته کردن موضوعات حاشیه‌ای و تلاش برای انشقاق در جامعه و برخوردار نبودن از پایگاه اجتماعی متهم کرد.[۱۹]
- سید ابوالحسن مختاباد، روزنامه‌نگار اصلاح‌طلب، گفت اگر گروه چند رسانه‌ای شفق جزو منتقدان آقای روحانی باشند، به جای طرد و رد آن‌ها باید با تذکرات و اصلاح کردن برخی خطاها تشویقشان کرد که کارشان را ادامه دهند.او معتقد است "افکار عمومی در ایران در چند سال اخیر به بلوغی رسیده‌است که آدمیان را بر اساس تک عکس‌ها قضاوت نکند. کاری که متأسفانه جریان منتسب به خط فکری راست تندرو(چه دربخش سیاسی صدا و سیما،روزنامه‌ کیهان، چند تنی در روزنامه رسالت و جریان جبهه پایداری)انجام می دهند. اگر این فیلم را با نوع دیالوگ‌ها و فضای گفتمانی که جریان تندرو مخالف آقای روحانی و اصلاحات به راه می‌اندازند مقایسه کنید ، با من همعقیده خواهید شد که فاصله فراوانی  میان  آن نوع هیابانگ و هتاکی و دروغ و تهمت با این فیلم وجود دارد.":[۲۰]
- محسن رضایی، عضو مجمع تشخیص مصلحت نظام، بزرگترین ایراد وارده بر این مستند را عدم کسب مجوزهای لازم از جانب وزارت فرهنگ و ارشاد اسلامی، توسط تهیه‌کنندگان آن می‌داند که منجر به توزیع غیرقانونی آن از طریق اینترنت شده‌است.[۲۱]
- حسن روحانی، در مراسم گشایش بیست و هفتمین دوره نمایشگاه کتاب تهران، در سخنانی، بدون نام بردن از مستند گفت:[۱۹] ما از همه می‌خواهیم تا با شناسنامه سخن گفته و با نام جناح خود حرف بزنند و هرگز سخن خود را با نام ملت ایران بیان نکنند.
- محمدباقر نوبخت در خصوص علت مخالفت دولت با پخش این مستند گفت این فیلم که به صورت سی‌دی منتشر شده با اهدافی مغرضانه تهیه شده و مجموعه‌ای تحریف شده‌است که قابل پیگرد قضایی است.[۲۲]
- علی مطهری مستند من روحانی هستم را نوعی تخریب دانست و گفت: من این مستند را ندیدم، اما در جریان مطالب و محتوای آن هستم، در این مستند صحبت‌هایی از جمله این‌که دکتر روحانی در جریان قضیه مک فارلین بوده‌است، وجود دارد در حالی‌که چنین چیزی صحت ندارد.[۲۳]
- رؤسای دانشگاه‌های شهید بهشتی تهران و بیرجند با اکران دانشگاهی مستند مخالفت کردند.[۲۴]
- علی لاریجانی نیز با انتقاد از سازندگان این مستند گفته:[۲۵] «برخی‌ها مشی مارکسیستی دارند و برای کوبیدن دولت به هر کاری دست می‌زنند و سی‌دی‌های خلاف واقع منتشر می‌کنند. متأسفانه افرادی که این کار را کردند مشخص است  که می‌خواهند به تاریخ هم دروغ بگویند و در ماجرایی که رئیس‌جمهور در آن نقشی نداشته، آن را به ایشان نسبت دهند و قطعاً هدف از این دروغ‌ها، ایجاد دعوای داخلی است؛ این کارها برای مردم نان و آب نمی‌شود.»
- الهام امین‌زاده، معاون حقوقی رئیس‌جمهوری اعلام کرد که دولت قصد ندارد از سازندگان مستند شکایت کند، با این‌حال، به گفته وی، دادستانی کل کشور به عنوان مدعی‌العموم پرونده‌ای برای سازندگان این مستند تشکیل داده است و دولت در صورت نیاز با این سازمان همکاری می‌کند.[۲۶]
- در همایش دلواپسیم که ۱۳ اردیبهشت ۹۳ در اعتراض به توافق ژنو در سالن اجتماعات مجتمع فرهنگی ۱۳ آبان در محل سفارت سابق آمریکا در تهران برگزار شد، لوح فشرده مستند به‌طور رایگان بین شرکت‌کنندگان توزیع شد.[۴]
- حیدر مصلحی، وزیر اسبق اطلاعات به دولت‌مردان ایران توصیه کرده‌است که سطح تحملشان را بالاتر ببرند.[۲۷]
- عباس سلیمی‌نمین، مدیر دفتر مطالعات و تدوین تاریخ ایران، پخش این مستند را به نفع روحانی دانست زیرا تصویر انسان وطن‌فروشی که برخی از نیروهای تندرو اصولگرا سعی دارند از روحانی بسازند، با این مستند خنثی می‌شود. از نگاه سلیمی نمین، تندروهای اصولگرا و اصلاح‌طلب، تنها کسانی هستند که از این مستند ناراضی هستند.[۲۸]
- پیام فضلی‌نژاد،پژوهشگر مؤسسه کیهان، راجع به برخورد قضایی با مستند معتقد است که اظهارات  معاون حقوقی رئیس‌جمهور و ادعای وی دربارهٔ ورود مدعی العموم به پرونده مستند "من روحانی هستم" یک جنگ روانی است و از نظر قضایی نیز فاقد ارزش است. وی با اشاره به سخنان سخنگوی قوه قضایی مبنی بر عدم شکایت شخص حقیقی یا حقوقی و همچنین عدم احراز اتهام از سوی دادستان، گفت: « معاون حقوقی رئیس جمهور گویا خواسته اند که توپ را از زمین دولت خارج کنند و به زمین قوه قضاییه بیندازند.» [۲۹]
- علیرضا زاکانی، نماینده مردم تهران در مجلس، در برنامه دیروز امروز فردا، در مناظره با آقای حق‌شناس با تقبیح اظهار نظرهای افرادی که فیلم را ندیدند و با اشاره به استنادات دقیق منابع مستند، اشکال رئیس مجلس مبنی بر عدم حضور آقای روحانی در مک فارلین را وارد ندانسته و عمده اشکال را به آقای هاشمی به عنوان نویسنده خاطرات نسبت داده است. وی معتقد است  بزرگترین جفا در حق این دانشجویان شد، چون این دانشجوها مستند را براساس منابع معتبر ساختند، اما دوستانی که فیلم را ندیدند و دوستانی که دیدند و به مبانی توجه نکردند حق این دانشجویان و خواهران مظلوم را تضعیف کردند.[۳۰]